# Tetragonurus cuvieri
Tetragonurus cuvieri är en fiskart som beskrevs av Antoine Risso 1810. Tetragonurus cuvieri ingår i släktet Tetragonurus och familjen Tetragonuridae. Inga underarter finns listade i Catalogue of Life.